# Pringips Maximilianos
Die Pringips Maximilianos (griechisch Πρίγκηψ Μαξιμιλιανός (m. sg.) = Prinz Maximilian) war der erste Raddampfer, der in Griechenland gebaut wurde und war das zweite Schiff, dass nach Maximilian II. Joseph, dem Bruder des griechischen Königs Otto benannt wurde.

## Geschichte
Die Kiellegung des hölzernen Rumpfs erfolgte im April 1837 in der Marinewerft am Marinestützpunkt auf der Insel Poros. Die erste Bauphase beaufsichtigte der schwedische Ingenieur Oberstleutnant Adolf Eugène von Rosen. Den Endausbau betreute Georgios Tombasis, der Sohn des ersten griechischen Admirals Iakovos Tombazis, der in England Schiffbau studiert hatte. Als Antrieb wählte man die beiden 20 PS starken Dampfmaschinen von William Johnson Galloway, die man aus dem Dampfschiff Hermes ausbaute. Man rüstete das Schiff jedoch mit neuen, in England bestellten Dampfkesseln aus.
Nach Fertigstellung wurde die Pringips Maximilianos 1837 in den Dienst der königlichen Flotte gestellt. Von 1837 bis 1840 verkehrte sie als Postschiff auf der Strecke Piräus, Kalamaki, Kythnos, Syros und Tinos. Im Oktober 1841 waren die Dampfmaschinen unbrauchbar geworden und das Schiff wurde außer Dienst gestellt und schließlich 1846 aus dem Schiffsregister gestrichen.
Am 8. Mai 2020 veröffentlichte die Griechische Post eine Briefmarkenserie mit nur zwei Briefmarken. Während die eine den österreichischen Raddampfer Arciduca Ludovico zeigt ist auf der zweiten die Pringips Maximilianos abgebildet.